# Tylko dla orłów (film)

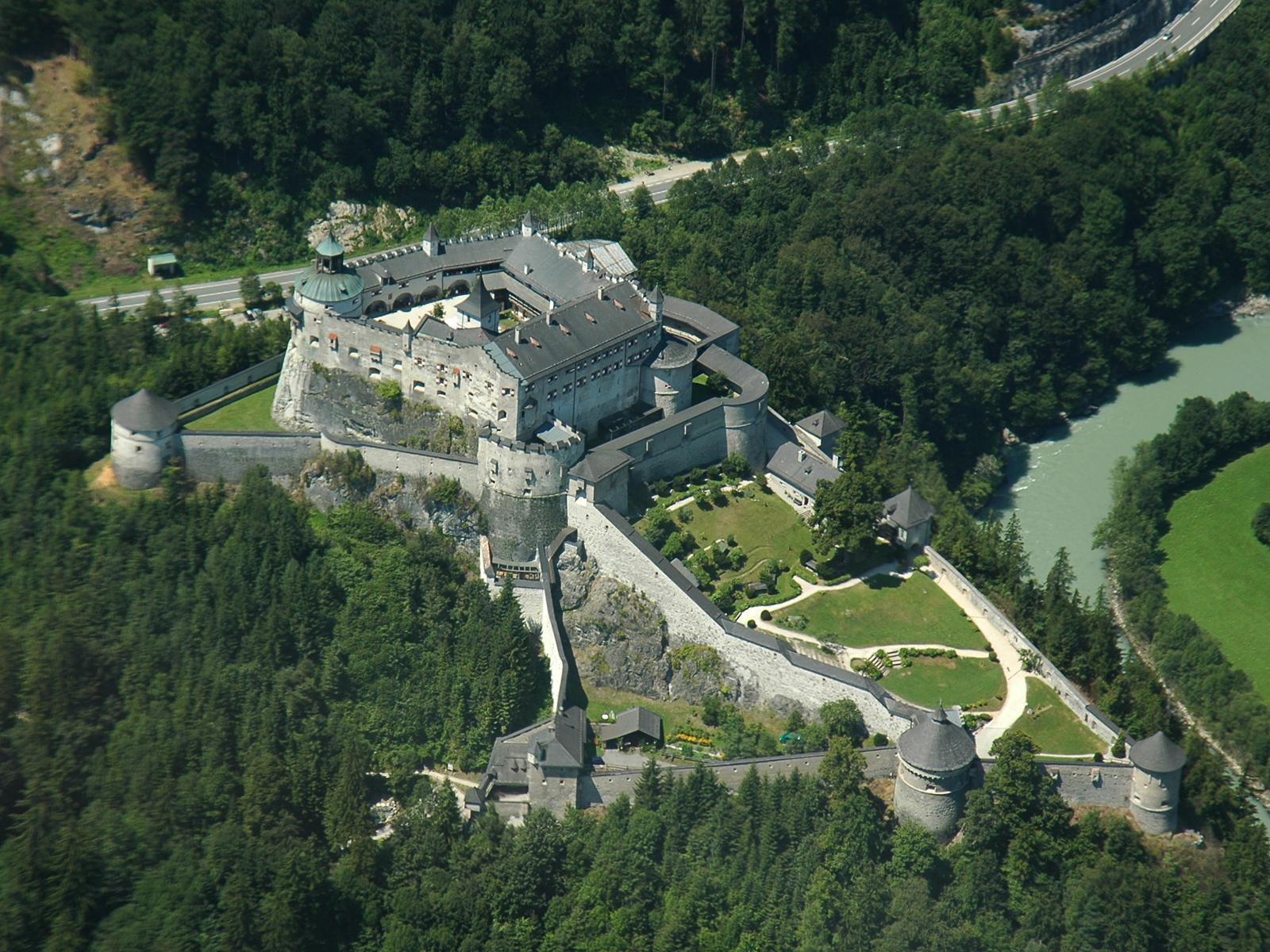
Zamek Hohenwerfen w Werfen

Tylko dla orłów – jest powstałym w 1968 filmem szpiegowskim osadzonym w realiach II wojny światowej, w reżyserii Briana G. Huttona. W rolach głównych wystąpili Richard Burton, Clint Eastwood oraz Mary Ure. Scenariusz filmu powstał na podstawie napisanej w 1967 bestsellerowej powieści Alistaira MacLeana o tym samym tytule. Scenariusz napisany został przez autora niemal równocześnie z powieścią i był pierwszym scenariuszem tego autora, będącego wówczas u szczytu popularności.
Zdjęcia do filmu kręcono m.in. w Zamku Hohenwerfen w Werfen (kraj związkowy Salzburg), oraz w kolejce linowej na Feuerkogel w Ebensee (Górna Austria).

## Obsada
- Richard Burton : major John Smith
- Clint Eastwood : porucznik Morris Schaffer
- Mary Ure : Mary Ellison
- Patrick Wymark : pułkownik Wyatt Turner
- Michael Hordern : admirał Rolland
- Donald Houston : Olaf Christiansen
- Peter Barkworth : Edward Berkeley
- William Squire : kapitan Philip Thomas
- Robert Beatty : kapral Jones (Generał Carnaby)
- Brook Williams : Harrod
- Neil McCarthy : MacPherson
- Vincent Ball : Carpenter
- Anton Diffring: pułkownik Paul Kramer
- Ferdy Mayne : feldmarszałek Julius Rosemeyer
- Derren Nesbitt: major von Hapen
- Victor Beaumont: Weissner
- Ingrid Pitt: Heidi